# Plaine (Bas-Rhin)
Pour les articles homonymes, voir Plaine (homonymie).
Plaine est une commune française située dans la circonscription administrative du Bas-Rhin et, depuis le 1er janvier 2021, dans le territoire de la Collectivité européenne d'Alsace, en région Grand Est.

## Géographie

### Description

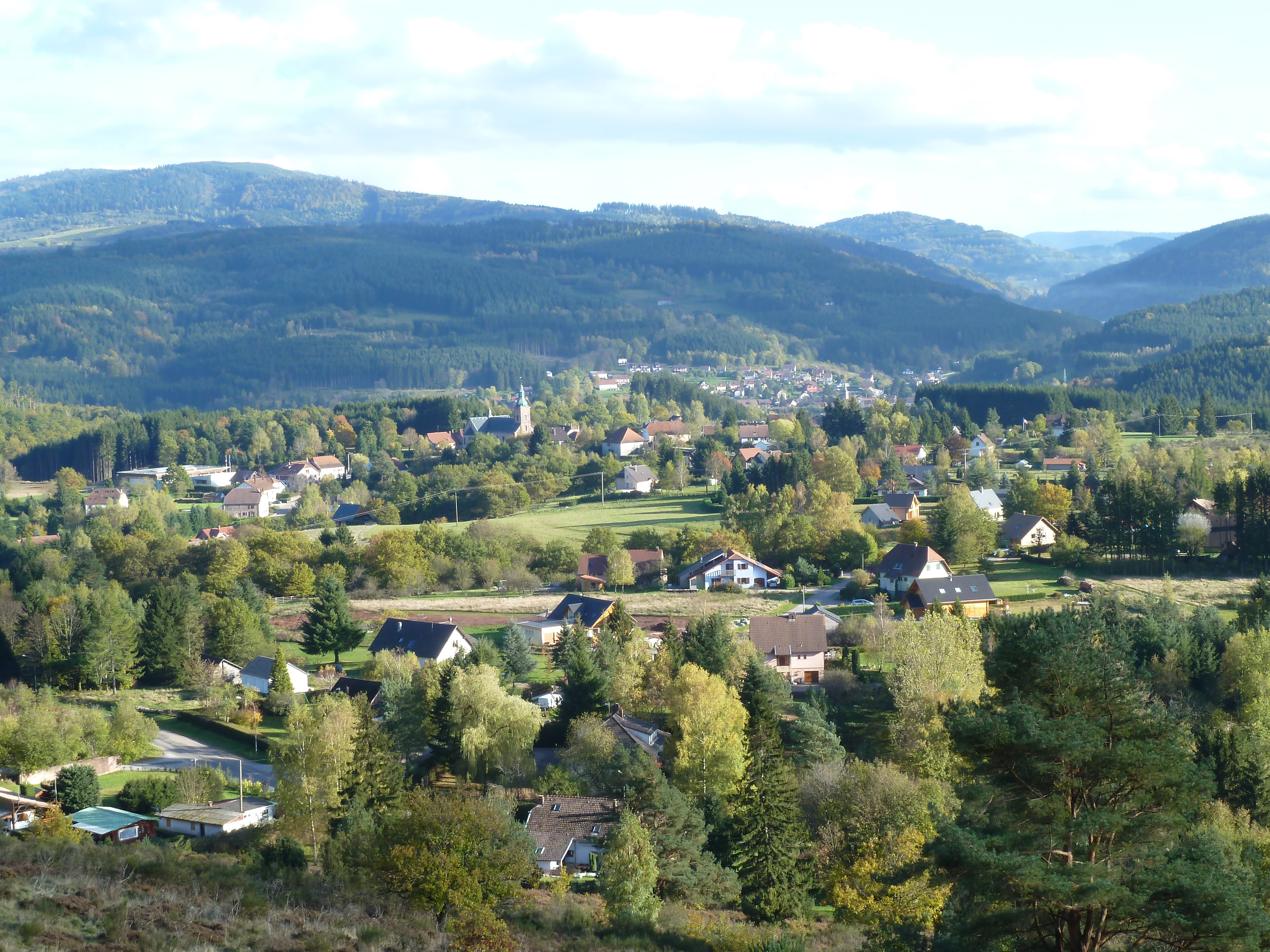
Vue du village.

Plaine se trouve dans la région historique et culturelle d'Alsace
Situé au cœur de la vallée de la Bruche sur le versant sud du massif du Donon, à la limite du département des Vosges, le village compte 991 habitants (2014).
La commune se trouve dans l'aire d'attraction de Strasbourg (partie française), dans la zone d'emploi de cette ville et dans le bassin de vie de Schirmeck.

### Communes limitrophes
Les communes limitrophes sont  Belval, Fouday, La Broque, Le Saulcy, Saint-Blaise-la-Roche, Saulxures et Solbach.
| Le Saulcy Vosges | La Broque | Solbach               |
| Belval Vosges    | Plaine    | Fouday                |
|                  | Saulxures | Saint-Blaise-la-Roche |

### Géologie et relief
La superficie de la commune est de 22,84 km2 ; son altitude varie de 373  à   900 mètres.
Les grès de Champenay, d'âge permien, sont trop jeunes pour avoir été plissés à la faveur de l'orogenèse varisque : leurs bancs sont horizontaux. Ils résultent des dépôts deltaïques et lacustres (et des rides éoliennes d'une plage) sous un climat aride. À ce jour, on n'y a trouvé aucune trace de fossile. Le Paléozoïque s'achève par l'extinction permienne. Les grès de Champenay marquent la transition entre le socle et la couverture.

### Hydrographie

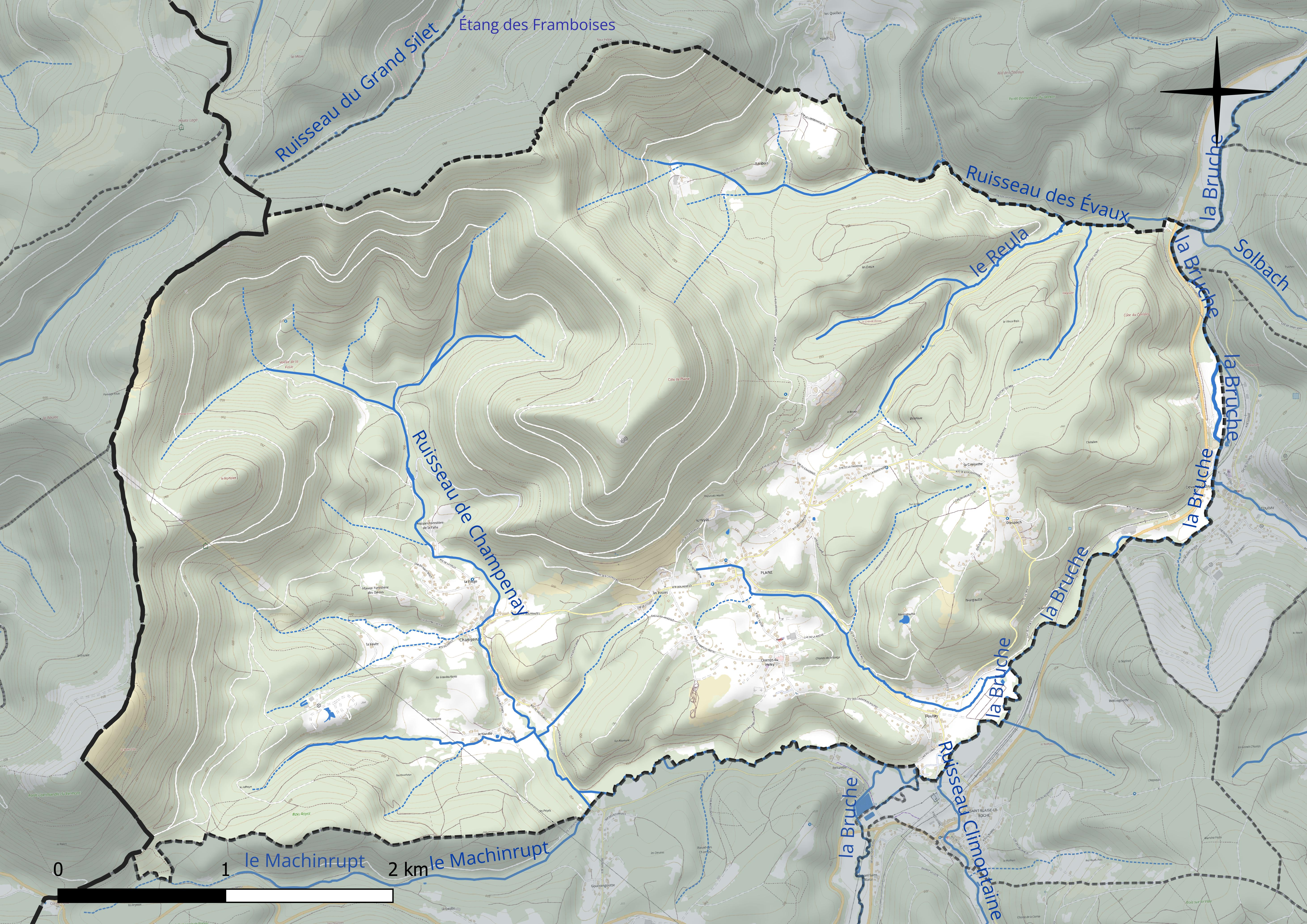
Réseau hydrographique de Plaine.

La commune est dans le bassin versant du Rhin au sein du bassin Rhin-Meuse. Elle est drainée par la Bruche, le ruisseau Climontaine et le ruisseau de Champenay,.
La Bruche, d'une longueur de 77 km, prend sa source dans la commune de Urbeis et se jette  dans l'Ill à Strasbourg, après avoir traversé 37 communes.

### Climat
Pour des articles plus généraux, voir Climat du Grand Est et Climat du Bas-Rhin.
En 2010, le climat de la commune est de type climat de montagne, selon une étude du Centre national de la recherche scientifique s'appuyant sur une série de données couvrant la période 1971-2000. En 2020, Météo-France publie une typologie des climats de la France métropolitaine dans laquelle la commune est exposée à un climat semi-continental et est dans la région climatique Vosges, caractérisée par une pluviométrie très élevée (1 500 à 2 000 mm/an) en toutes saisons et un hiver rude (moins de 1 °C).
Pour la période 1971-2000, la température annuelle moyenne est de 9,1 °C, avec une amplitude thermique annuelle de 17 °C. Le cumul annuel moyen de précipitations est de 1 140 mm, avec 12,5 jours de précipitations en janvier et 10,6 jours en juillet. Pour la période 1991-2020, la température moyenne annuelle observée sur la station météorologique de Météo-France la plus proche, « Belmont », sur la commune de Belmont à 7 km à vol d'oiseau, est de 7,0 °C et le cumul annuel moyen de précipitations est de 1 341,9 mm. 
La température maximale relevée sur cette station est de 30,9 °C, atteinte le 5 juillet 2015 ; la température minimale est de −20,3 °C, atteinte le 20 décembre 2009,,.
Les paramètres climatiques de la commune ont été estimés pour le milieu du siècle (2041-2070) selon différents scénarios d'émission de gaz à effet de serre à partir des nouvelles projections climatiques de référence DRIAS-2020. Ils sont consultables sur un site dédié publié par Météo-France en novembre 2022.

## Urbanisme

### Typologie
Au 1er janvier 2024, Plaine est catégorisée commune rurale à habitat dispersé, selon la nouvelle grille communale de densité à sept niveaux définie par l'Insee en 2022.
Elle est située hors unité urbaine. Par ailleurs la commune fait partie de l'aire d'attraction de Strasbourg (partie française), dont elle est une commune de la couronne,. Cette aire, qui regroupe 268 communes, est catégorisée dans les aires de 700 000 habitants ou plus (hors Paris),.

### Occupation des sols

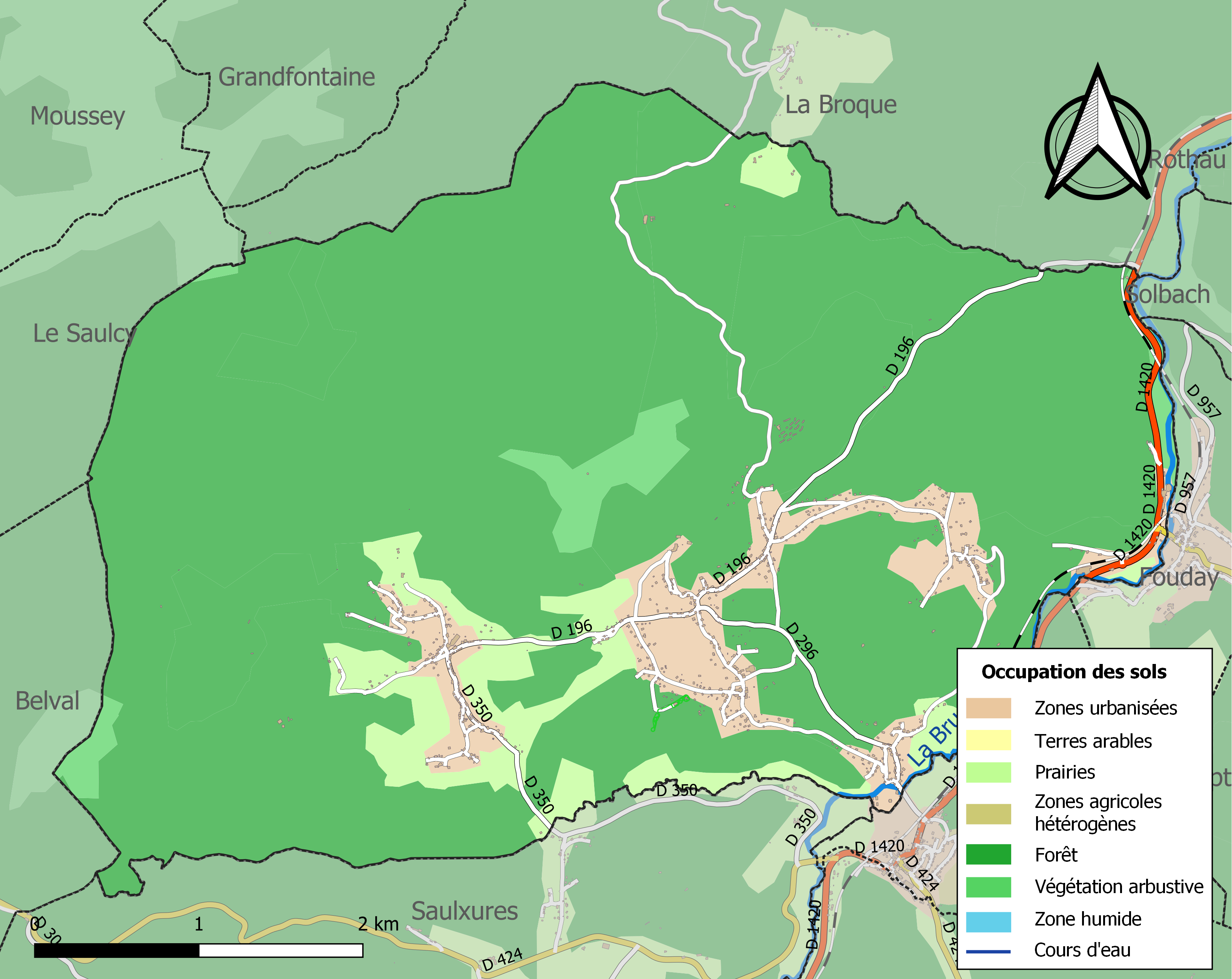
Carte des infrastructures et de l'occupation des sols de la commune en 2018 (CLC).

L'occupation des sols de la commune, telle qu'elle ressort de la base de données européenne d’occupation biophysique des sols Corine Land Cover (CLC), est marquée par l'importance des forêts et milieux semi-naturels (86,4 % en 2018), une proportion identique à celle de 1990 (86,4 %). La répartition détaillée en 2018 est la suivante : forêts (83,8 %), zones urbanisées (7,4 %), prairies (6,2 %), milieux à végétation arbustive et/ou herbacée (2,6 %).
L'évolution de l’occupation des sols de la commune et de ses infrastructures peut être observée sur les différentes représentations cartographiques du territoire : la carte de Cassini (XVIIIe siècle), la carte d'état-major (1820-1866) et les cartes ou photos aériennes de l'IGN pour la période actuelle (1950 à aujourd'hui).

### Lieux-dits, hameaux et écarts
L'habitat y est très dispersé avec les hameaux de Champenay, Poutay, Diespach, Devant-Fouday.

### Habitat et logement
En 2021, le nombre total de logements dans la commune était de 596, alors qu'il était de 659 en 2016 et de 638 en 2011.
Parmi ces logements, 70 % étaient des résidences principales, 22,8 % des résidences secondaires et 7,2 % des logements vacants. Ces logements étaient pour 90 % d'entre eux des maisons individuelles et pour 10 % des appartements.
Le tableau ci-dessous présente la typologie des logements à Plaine en 2021 en comparaison avec celle du Bas-Rhin et de la France entière. Une caractéristique marquante du parc de logements est ainsi une proportion de résidences secondaires et logements occasionnels (22,8 %) supérieure à celle du département (3,3 %) et à celle de la France entière (9,7 %).
| Typologie                                               | Plaine | Bas-Rhin | France entière |
| ------------------------------------------------------- | ------ | -------- | -------------- |
| Résidences principales (en %)                           | 70     | 88,7     | 82,2           |
| Résidences secondaires et logements occasionnels (en %) | 22,8   | 3,3      | 9,7            |
| Logements vacants (en %)                                | 7,2    | 7,9      | 8,1            |

### Voies de communication et transports
La commune est desservie à la fois par le train, avec la ligne TER Alsace Strasbourg - Saint-Dié-des-Vosges, et par le bus, avec la ligne 270 (Saint-Blaise-la-Roche - Champenay).

## Toponymie
- Plaine : Blen (1152), Pleime (1310).
- Champenay : Schampnau (1576), Schampenau (1710).
- Devant-Fouday : Vorderurbach (1916).
- Poutay : Butta (1576), Putach (1916).

## Histoire

### Moyen Âge
La première mention de Plaine apparaît sur une confirmation des biens de l’abbaye de Senones, en 1123. En 1598, le Ban-de-Plaine, actuelles communes de Plaine et Saulxures, est partagé : Plaine échoit au rhingrave Frédéric, dont le fils est le premier prince de Salm. En 1751, lors de la création de la principauté autonome de Salm par nouveau partage, Plaine reste l’un des quatre chefs-lieux de ce petit état.
Le ban de Plaine appartenait autrefois à la principauté de Salm. Le village était traversé par « la route des Princes » sur le flanc de la Côte de Plaine (807 m). Quelques vestiges de cette route qui reliait la principauté à l'Alsace sont toujours visibles. Village typique de la région, joliment fleuri en été, avec de belles maisons « granges ».

### Révolution française et Empire
L’annexion de la principauté de Salm par la France, en 1793, place la commune dans le département des Vosges

### Époque contemporaine
Au terme de la Guerre franco-allemande de 1870, le traité de Francfort du 10 mai 1871 qui entérine la défaite française face à la Prusse et ses alliés, Plaine est  rattachée à la Terre d'Empire d'Alsace-Lorraine de l'Empire Allemand. Elle redevient française en 1919 par le Traité de Versailles, puis est annexée de facto par le Troisième Reich durant la Seconde Guerre mondiale avant d'ensuite redevenir française.
Cependant, son retour à la France ne signifie pas pour la commune un rattachement au département des Vosges, mais elle reste au département du Bas-Rhin qui, comme la Moselle et le Haut-Rhin voisins ayant connu l' " annexion",  conserve un régime juridique particulier.
Gravement touché pendant la Première Guerre mondiale, la destruction de l'église (XVIIIe siècle) témoigne de la violence des affrontements. Celle-ci est remaniée en 1920 dans un style « église grange ».
En septembre 2023, la disparition de Lina Delsarte, une adolescente âgée de 15 ans résidente à Plaine, suscite une couverture médiatique nationale. Elle est retrouvée morte un an après dans la Nièvre ; le principal suspect s'est quant à lui suicidé. Les obsèques de Lina ont lieu le 25 octobre 2024 à l'église Saint-Arnould de Plaine.

## Politique et administration

### Rattachements administratifs et électoraux

#### Rattachements administratifs
La commune se trouve depuis 1919 dans l'arrondissement de Molsheim du département du Bas-Rhin.
Elle faisait partie depuis 1801 du canton de Saales. Dans le cadre du redécoupage cantonal de 2014 en France, cette circonscription administrative territoriale a disparu, et le canton n'est plus qu'une circonscription électorale.

#### Rattachements électoraux
Pour les élections départementales, la commune est membre depuis 2014 du  canton de Mutzig.
Pour l'élection des députés, elle fait partie de la sixième circonscription du Bas-Rhin.

### Intercommunalité
Plaine est membre de la communauté de communes de la Vallée de la Bruche, un établissement public de coopération intercommunale (EPCI) à fiscalité propre créé en 2000 sous le nom de communauté de communes de la Haute-Bruche et auquel la commune a transféré un certain nombre de ses compétences, dans les conditions déterminées par le code général des collectivités territoriales.

### Liste des maires
| Période                                  | Période | Identité          | Étiquette | Qualité |
| ---------------------------------------- | ------- | ----------------- | --------- | ------- |
| Les données manquantes sont à compléter. |         |                   |           |         |
|                                          |         |                   |           |         |
| avant 1707                               |         | Nicolas Grandadam |           |         |

| Période                                  | Période                       | Identité          | Étiquette | Qualité |
| ---------------------------------------- | ----------------------------- | ----------------- | --------- | --- |
| Les données manquantes sont à compléter. |                               |                   |           | |
|                                          |                               |                   |           | |
| avant juin 1799                          |                               | Nicolas Grandadam |           | |
|                                          |                               |                   |           | |
| mars 2001                                | mai 2020                      | Pierre Grandadam  | UMP → LR  | Président de la CC de la Vallée de la Bruche ( ? → 2020)                                                               |
| mai 2020                                 | novembre 2022,                | Jean-Marc Chipon  |           | Professeur (2020 → 2022) Conseil municipal dissout en raison de dissensions en son sein empêchant la gestion communale |
| février 2023,                            | En cours (au 18 juillet 2024) | Patricia Simoni   |           | Cadre du secteur privé                                                                                                 |

## Population et société
Les habitants se nomment les piennerés.

### Démographie
L'évolution du nombre d'habitants est connue à travers les recensements de la population effectués dans la commune depuis 1793. Pour les communes de moins de 10 000 habitants, une enquête de recensement portant sur toute la population est réalisée tous les cinq ans, les populations de référence des années intermédiaires étant quant à elles estimées par interpolation ou extrapolation. Pour la commune, le premier recensement exhaustif entrant dans le cadre du nouveau dispositif a été réalisé en 2008.

En 2022, la commune comptait 983 habitants, en évolution de −0,61 % par rapport à 2016 (Bas-Rhin : +3,17 %, France hors Mayotte : +2,11 %).
| 1793  | 1800  | 1806  | 1821  | 1831  | 1836  | 1841  | 1846  | 1851  |
| ----- | ----- | ----- | ----- | ----- | ----- | ----- | ----- | ----- |
| 1 103 | 1 373 | 1 333 | 1 494 | 1 805 | 1 947 | 1 935 | 1 845 | 1 741 |

| 1856  | 1861  | 1866  | 1871  | 1875  | 1880  | 1885  | 1890  | 1895  |
| ----- | ----- | ----- | ----- | ----- | ----- | ----- | ----- | ----- |
| 1 626 | 1 666 | 1 660 | 1 599 | 1 465 | 1 431 | 1 380 | 1 277 | 1 222 |

| 1900  | 1905  | 1910  | 1921  | 1926  | 1931 | 1936 | 1946 | 1954 |
| ----- | ----- | ----- | ----- | ----- | ---- | ---- | ---- | ---- |
| 1 211 | 1 214 | 1 234 | 1 067 | 1 145 | 990  | 928  | 811  | 838  |

| 1962 | 1968 | 1975 | 1982 | 1990 | 1999 | 2006 | 2008 | 2013 |
| ---- | ---- | ---- | ---- | ---- | ---- | ---- | ---- | ---- |
| 793  | 711  | 651  | 672  | 709  | 795  | 927  | 965  | 986  |

| 2018 | 2022 | - | - | - | - | - | - | - |
| ---- | ---- | - | - | - | - | - | - | - |
| 998  | 983  | - | - | - | - | - | - | - |

### Sports et loisirs

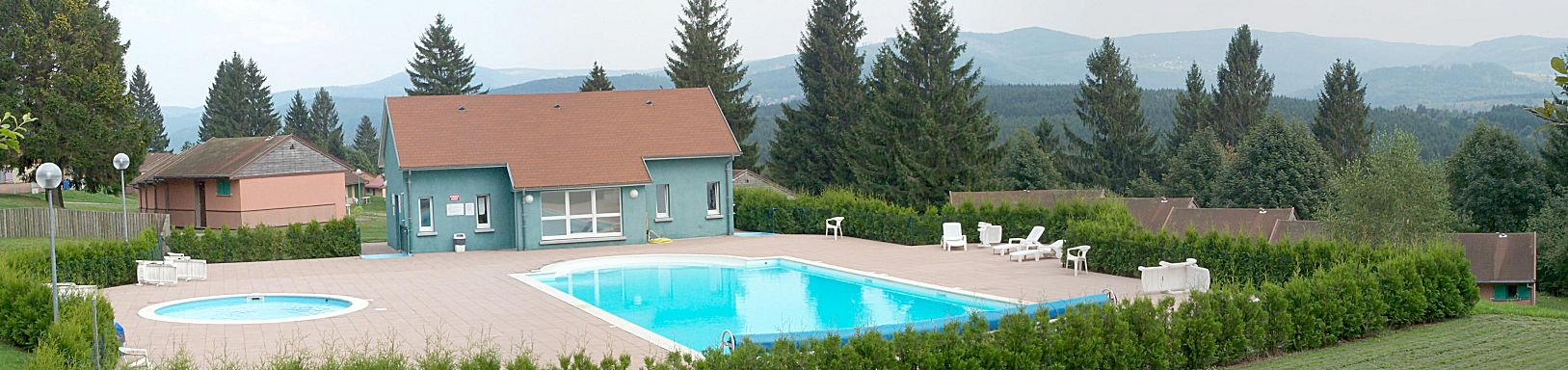
Panorama de centre de vacances de Plaine depuis les pistes de randonnées.

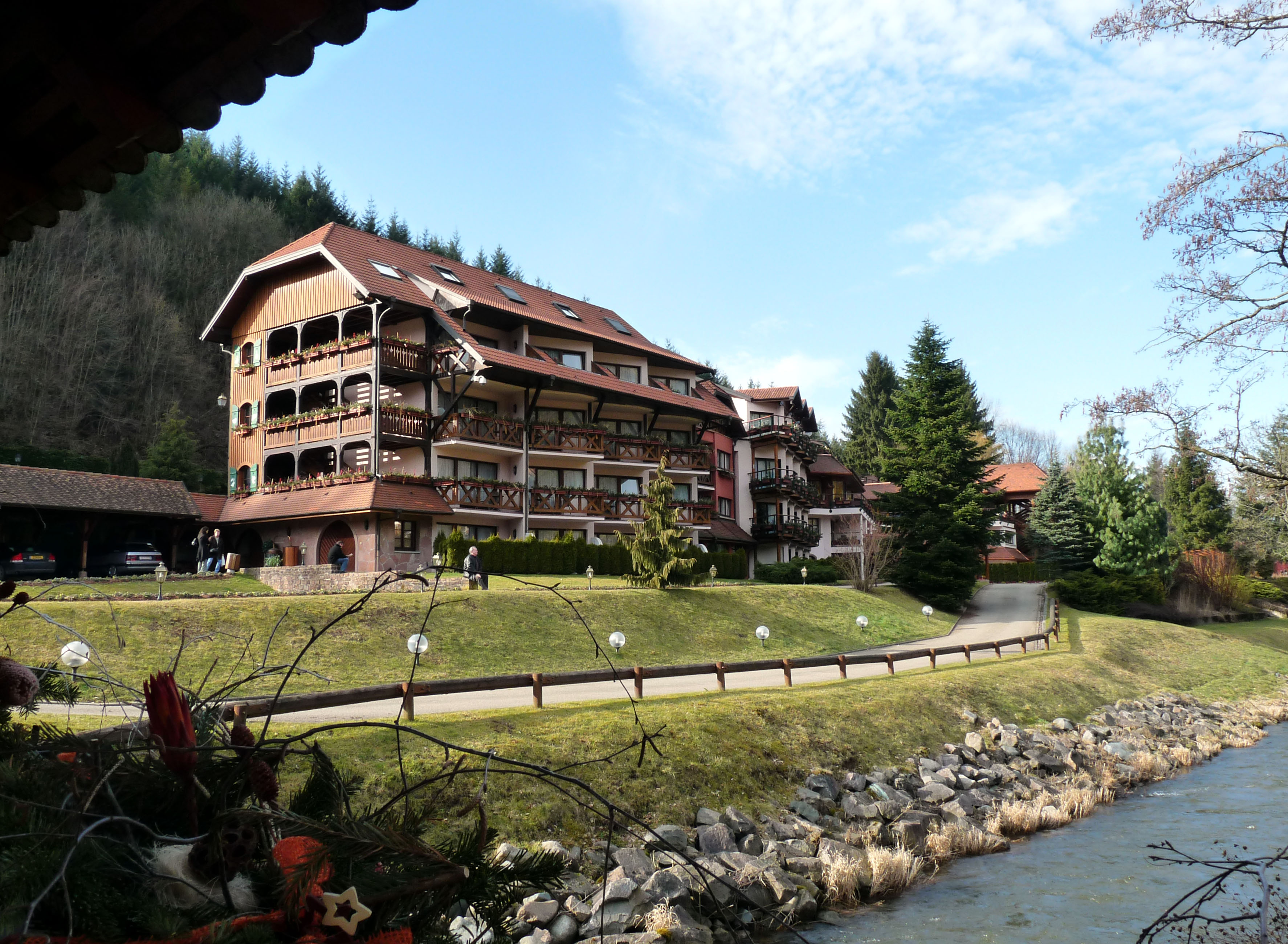
Devant-Fouday : infrastructure hôtelière sur la Bruche.

Plusieurs associations sont présentes et comptent pas moins de 200 personnes : Les « Piénnerés », l'« AS Plaine », « Antidote », « Les Poids sont Volants », « Danse Modern Jazz - Récré Loisirs », etc. Des animations sont aussi organisées : Loto (tous les 2 ans), Fête de l'amitié, Balade aux Pierres de Lune, fête de la Musique, La Rando des Brimbelles, festival Plainitude, fête de Noël, représentations théâtrales et danse.
Après la candidature et désignation du village, Plaine accueille « Le congrès de la Montagne » durant la semaine du 22 au 27 octobre 2007.
En octobre 2010 et 2011, Plaine a été le « Village Départ » d'une étape « Spéciale » du WRC « rallye de France-Alsace ». Cette étape a fait partie des championnats du monde des rallyes (WRC). Cet événement pour la commune brassa quelque 20 000 véhicules de tourisme durant cette journée.[réf. nécessaire] Le rallye est parti de Champenay-Route de la Falle, a longé la route des Princes à flanc de colline et a rejoint Salm via les Quelles. Cette étape a fait 14,4 km, en asphalte et route de terre.

## Économie
Une grande ressource de la commune est la forêt ainsi que la carrière de grès. Le grès de Champenay est de couleur rose veiné de blanc.
Plaine possède plusieurs gîtes et maisons d'hôtes, ainsi qu'un centre d'accueil de classes de découverte et de colonie de vacances « Les Genévriers » et un VVF « Plaine-Les Vieux Champs » qui comprend une piscine.

## Culture locale et patrimoine

### Lieux et monuments
- Église Saint-Arnould : XVIIIe siècle, remaniée en 1920. L'église est construite en 1743, puis reconstruite après la guerre. L'église est construite par les religieux de Senones, elle est à l'origine plus petite. En 1914 durant la première guerre mondiale elle est considérablement endommagée. Elle sera remise en état par la suite.

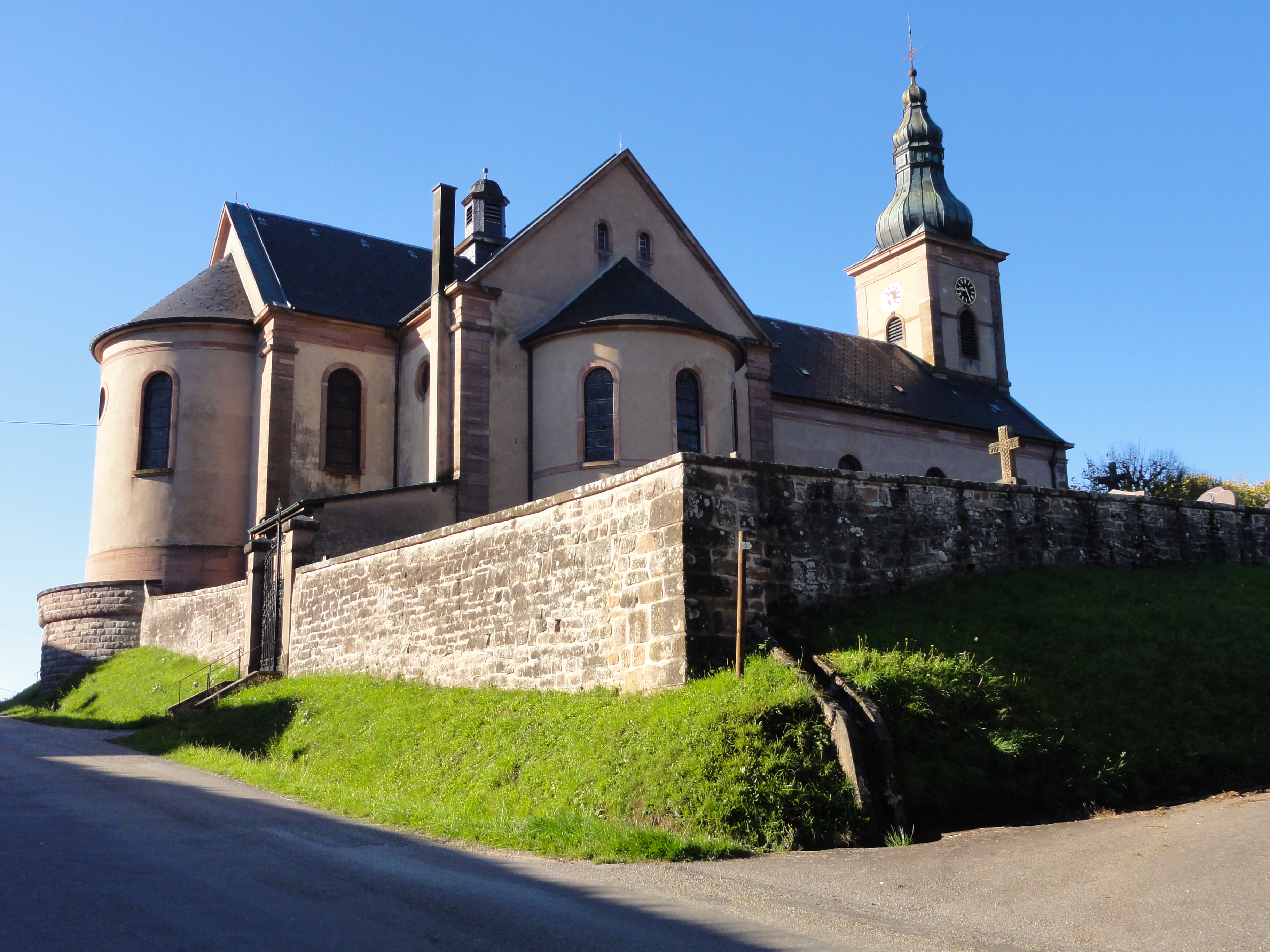
Église Saint-Arnould.
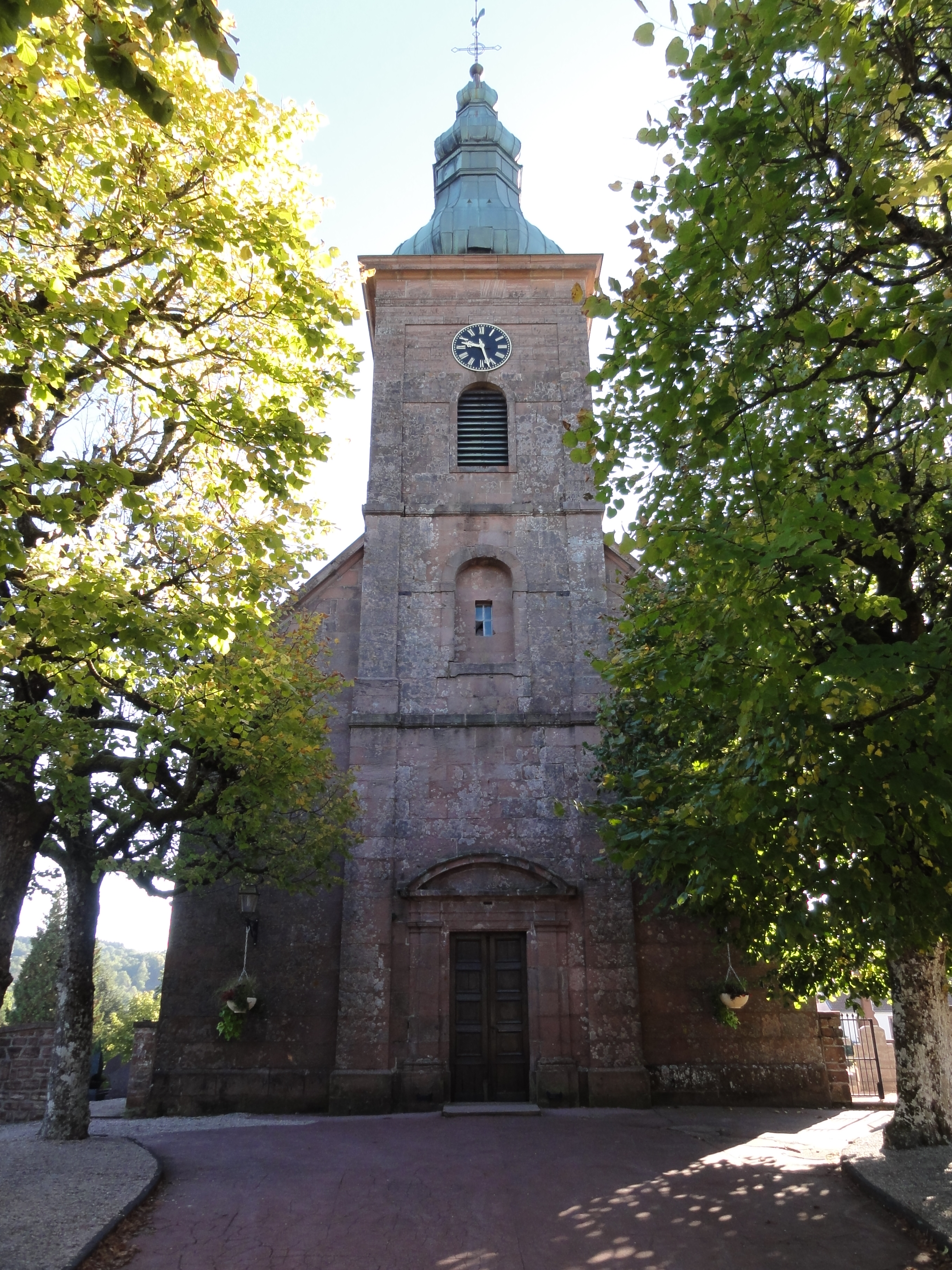
Clocher-porche.
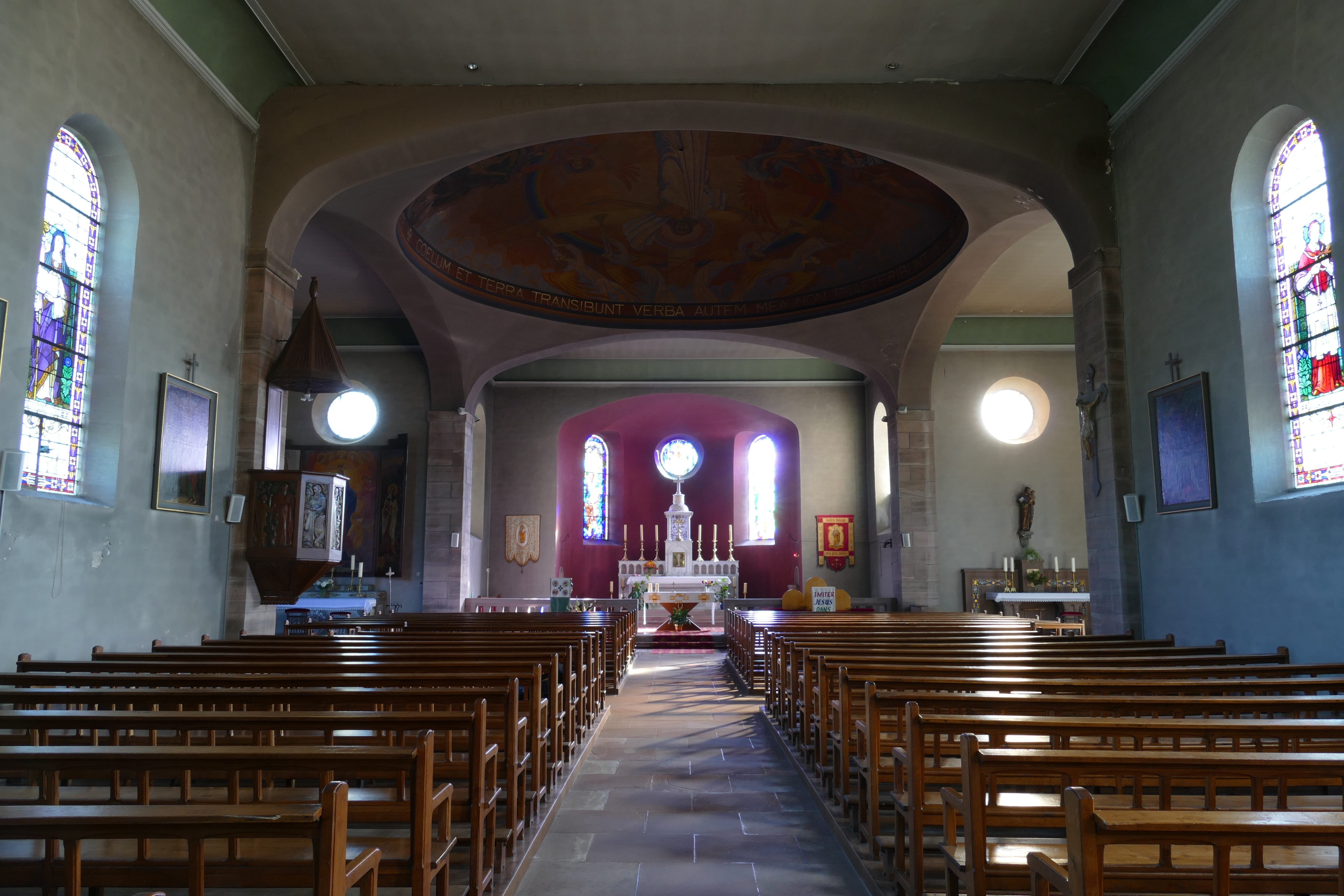
Vue intérieure vers le chœur.
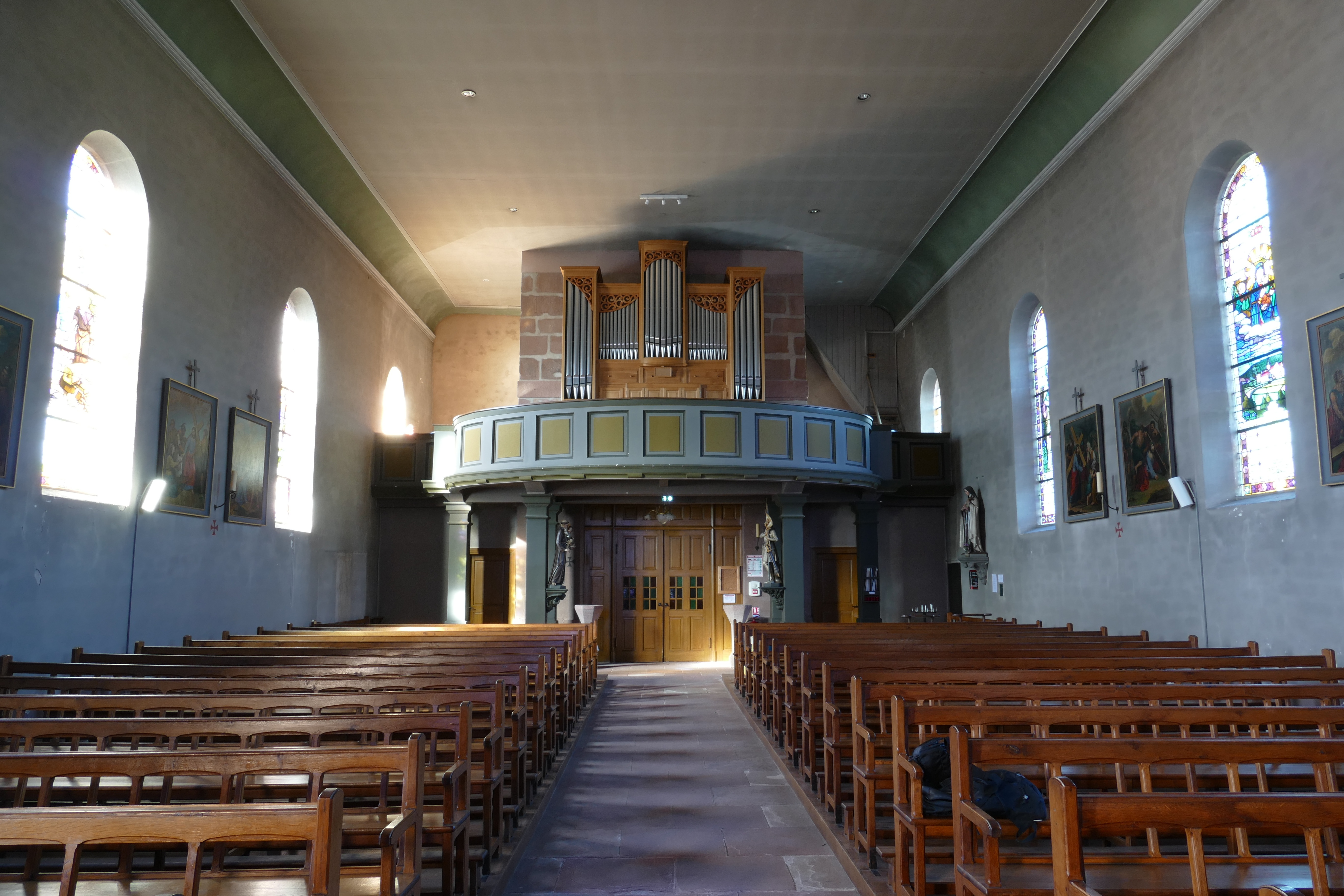
Vue intérieure de la nef vers la tribune de l'orgue Christian Guerrier (1994).
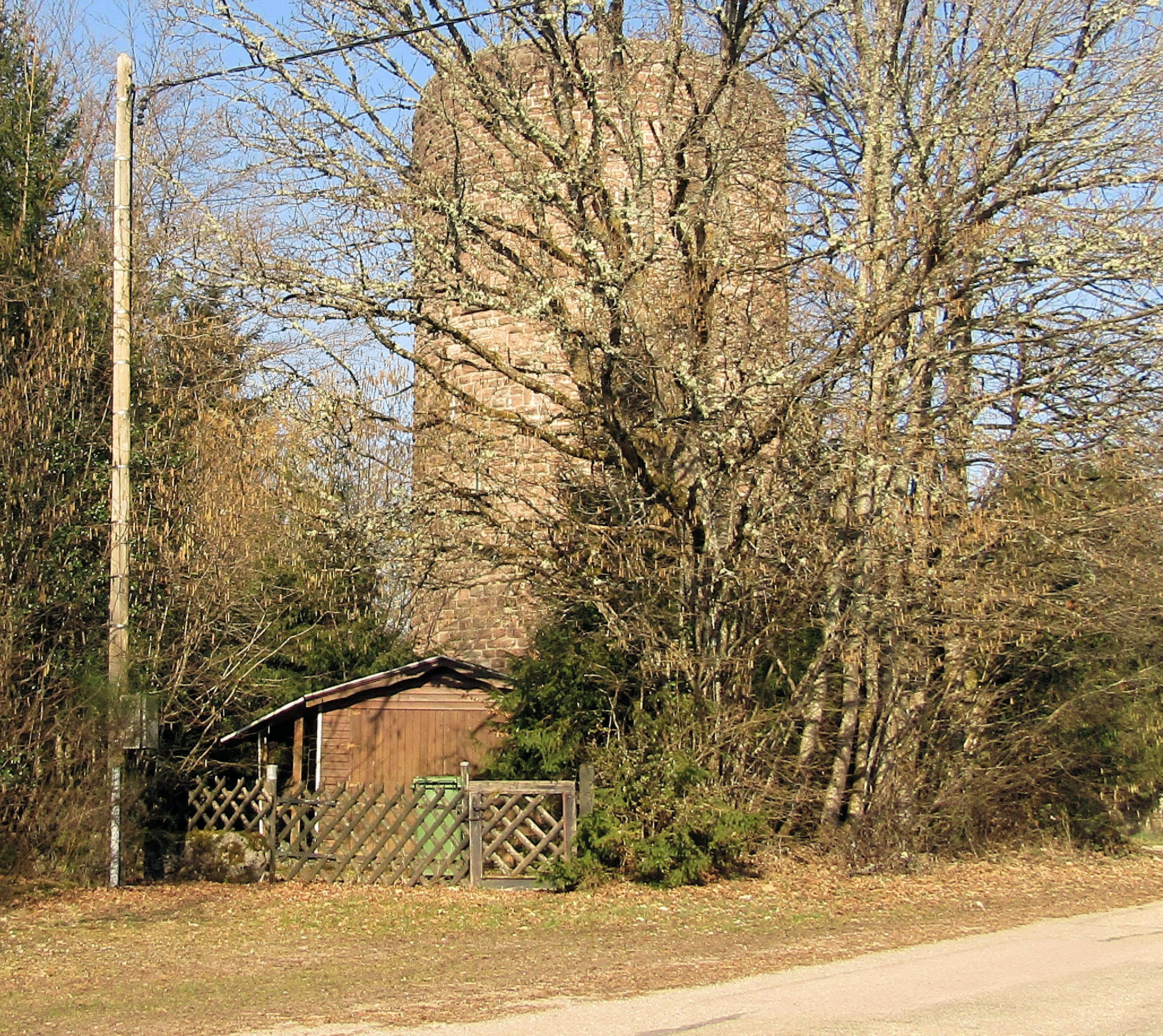
Les vestiges de l'ancien château d'eau de la Plaine, hameau de Diespach.

- Cimetière : croix de 1811.

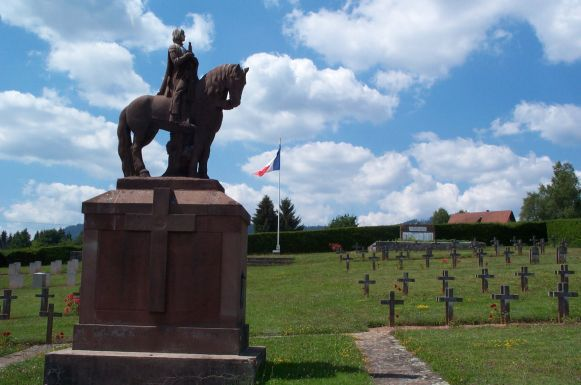
Cimetière militaire avec la statue de Jeanne d’Arc.

- Cimetière militaire : nécropole nationale.
- Village : anciennes maisons.
- Châteaux d'eau : sur les hauteurs, panorama.
- L'observatoire de la Chatte Pendue (altitude 900 m), avec son panorama sans fin (vue portant jusqu'à la cathédrale de Strasbourg, par temps clair et dégagé). Accès le plus aisé, en partant depuis le hameau de Salm (vieille communauté mennonite sur la commune de La Broque par le château de Salm.
- Étang de la Falle, ruisseaux (ancienne retenue d'eau du haut fourneau de Champenay au XVIIe siècle).
- Plaque commémorative à la ferme de Niargoutte.
- Statue de Jeanne d’Arc.
- Gare de Saint-Blaise-La Roche-Poutay.

### Personnalités liées à la commune
- Nicolas Ferry, surnommé « Bébé » : célèbre nain, né à Plaine en 1741 et élevé à la cour du duc de Lorraine Stanislas dont il faisait l'amusement.

### Héraldique
| Blason de Plaine (Bas-Rhin) | Blason  | D'azur au saumon courbé d'argent, la tête en chef, tenant dans sa bouche un annelet d'or. |
| Blason de Plaine (Bas-Rhin) | Détails |                                                                                           |

## Pour approfondir